# Józefów (Gmina Górzno)
Józefów es un pueblo de Polonia, en Mazovia. Se encuentra en el distrito (Gmina) de Górzno, perteneciente al condado (Powiat) de Garwolin. Se encuentra aproximadamente a 4 km al oeste de Górzno, 8 km al sur de Garwolin, y a 63 km al sureste de Varsovia. 
Entre 1975 y 1998 perteneció al voivodato de Siedlce.